# F1 2002
F1 2002 is een videospel dat werd ontwikkeld door Magic Pockets en uitgegeven door Electronic Arts. Het spel is een racespel en kwam in 2003 uit voor het platform Game Boy Advance. Het perspectief wordt getoond in de derde persoon. Het spel telt 17 circuits, 11 teams en 22 autocoureurs. Het is gebaseerd op het F1 seizoen van 2002.

## Ontvangst
| Beoordeeld door            | Jaar | Score |
| -------------------------- | ---- | ----- |
| GameSpot                   | 2003 | 72%   |
| Jeuxvideo.com              | 2003 | 70%   |
| Planet Gameboy.de          | 2003 | 70%   |
| N-Zone                     | 2003 | 68%   |
| Officiel Nintendo Magazine | 2003 | 40%   |